# Amal Naseer
Amal Taher Mohamed Naseer, ou plus simplement Amal Naseer, née le 9 septembre 1959 à Irbid en Jordanie, est une écrivaine, critique littéraire et universitaire jordanienne.
Titulaire d'un doctorat en littérature et critique de l'université de Jordanie, elle est la première femme à avoir un doctorat de ce département de l'Université de Jordanie.

## Biographie

### Jeunesse, formation
Amal Naseer est née le 9 septembre 1959 dans la ville jordanienne d'Irbid. Elle effectue ses études secondaires à l'école de Tibériade à Irbid et les termine en 1977. Elle obtient ensuite un baccalauréat en langue et littérature arabes en 1982 à l'université de Yarmouk. La même année, elle reçoit un diplôme de l'enseignement supérieur. En 1987, elle obtient sa maîtrise en littérature et critique, puis son doctorat en littérature et critique de l'université de Jordanie en 1995.

### Carrière, reconnaissance
Amal Naseer travaille ensuite à l'université de Mostaganem en Algérie et est membre du conseil d'administration de l'université des sciences appliquées, qui gère la composition du conseil d'administration de l'université Al al-Bayt depuis 2010. Elle est membre de l'Association jordanienne des écrivains, l'organe administratif de la Société jordanienne pour la science et la culture, et membre du Forum culturel d'Irbid. Elle est également membre du Centre d'études des femmes à Amman et du Conseil international de la langue arabe au Liban.
En 2010, elle reçoit le titre des « femmes modèles », un prix de l'Union des producteurs arabes pour son travail télévisuel en coopération avec le Fonds des Nations unies pour la population. La même année, elle remporte le prix « Ideal Arab Mother » de l'État du Koweït.
Le 23 mai 2016, le président de l'université de Yarmouk, Refaat Faouri, nomme Amal Naseer pour être son assistante, et la directrice du Centre pour les langues. Le 5 septembre 2016, le maire de Los Angeles remet à Amal Naseer un certificat en reconnaissance de son travail et de ses efforts pour l'éducation en Jordanie,.

## Œuvres
- L'image de la femme dans la poésie omeyyade, Liban, The Arab Foundation for Studies and Publishing, 2000.
- Relations familiales: dans la poésie de l'époque abbasside jusqu'à la fin du IIIe siècle de l'Hégire, Ammaan, Dār al-Isrā̄ʼ lil-Nashr wa-al-Tawzīʻ, 2005.
- Sur le feu de la poésie ancienne: approches critiques.
- Cri d'une femme, Beyrouth, Dār al-Ḥarf al-ʻArabī, 2014.
- Dans les vallées de la poésie ancienne, Amman, Dār Jarīr lil-Nashr wa-al-Tawzīʻ, 2016.
- Musique, Beyrouth, Dār al-Banān, 2017.
- Yunus, Sarjah, Words, 2018.